# Spina Santa (montagna)
La Spina Santa è un rilievo dei monti Prenestini, nel Lazio, nella provincia di Roma, tra i comuni di San Gregorio da Sassola e di Ciciliano.